# Billy-sous-Mangiennes
Billy-sous-Mangiennes település Franciaországban, Meuse megyében. Lakosainak száma 358 fő (2022. január 1.). Billy-sous-Mangiennes Azannes-et-Soumazannes, Duzey, Gremilly, Loison, Mangiennes, Muzeray és Pillon községekkel határos.

## Népesség
A település népességének változása:
| Lakosok száma | 394  | 366  | 355  | 367  | 375  | 380  | 373  | 369  | 368  | 358  |
|               | 1968 | 1982 | 1990 | 2006 | 2013 | 2015 | 2017 | 2019 | 2020 | 2022 |